# Гней Бебій Тамфіл
Гней Бе́бій Тамфі́л (? — після 181 р. до н. е.) — державний, військовий та політичний діяч Римської республіки.

## Життєпис
Походив з плебейського (з 180 року до н. е. патриціанського) роду Бебієв. Син Квінта Бебія Тамфіла, претора 204 року до н. е. 
У 204 році до н. е. його обрано народним трибуном. Під час цього звинуватив цензорів Марка Лівія Салінатора та Гая Клавдія Нерона у розкраданні коштів. Проте сенат не дозволив притягнути їх до суду, не бажаючи створювати прецедент засудження цензорів. У 199 році до н. е. став претором. У цьому ж році очолював римські війська замість консула Гая Аврелія Котти. Спочатку розбив ворогів й вдерся на їхні землі. Втім згодом зазнав поразки, втративши 7 тисяч вояків. Новий консул Луцій Корнелій Лентул відсторонив Тамфіла від командування та відправив до Риму.
У 186 році до н. е. Гней Бебій став тріумвіром для створення та облаштування нових колоній. У 182 році до н. е. обраний консулом разом з Луцієм Емілієм Павлом Македонським. Консули успішно воювали у Лігурії. У 181 році до н. е. Тамфіл став проконсулом Лігурії. Подальша доля його невідома.

## Родина
- Гней Бебій Тамфіл, претор 168 року до н.е.